# 教育城体育场
教育城体育场（阿拉伯语：‎），是一座位于卡塔尔賴揚教育城的体育场，是2022年國際足協世界盃的赛场之一，2020年6月15日正式竣工。体育场外立面设计为复杂的钻石形几何图案，有“沙漠钻石”的别称。

## 历史
卡塔尔申办2022年世界杯时便将教育城体育场列入计划中的12个球场（申办成功后，球场数减为8个）。2014年12月2日，体育场的设计方案正式面世，延续了申办方案中的钻石形设计。建设工程随即开始：2017年3月，体育场开始浇筑混凝土。2018年7月，体育场的混凝土构架完成建设。2018年11月至2019年7月，体育场安装了顶棚和立面。2019年11月安装座椅。
按照原定计划，2019年国际足联俱乐部世界杯的一场半决赛（利物浦足球俱乐部同蒙特雷足球俱乐部的比赛）、决赛和季军争夺赛将在教育城体育场举行。然而，教育城体育场虽然已经完成建设，具备承办比赛的条件，但是体育场的安全认证检查耗时过长，安全许可证没有如期获批。原定在教育城体育场举行的三场比赛不得不转到哈利法国际体育场进行。
当地时间2020年6月15日晚间，教育城体育场举行了竣工仪式。由于2019冠状病毒病疫情，竣工仪式采用电视与网络直播方式进行。卡塔尔埃米爾塔米姆·本·哈邁德·阿勒薩尼在直播中致辞。教育城体育场成为卡塔尔世界杯第三座完工的球场。2020年9月3日，教育城体育场举行了首场正式比赛，萨德体育俱乐部以5比1击败。这场比赛也是2020年至2021年卡塔爾星級足球聯賽的揭幕战。因疫情中断的2020年亞足聯冠軍聯賽恢复后，西亚赛区剩余的比赛在卡塔尔已竣工的三座世界杯球场哈利法国际体育场、南部体育场、教育城体育场和贾西姆·本·哈马德体育场进行。同年11月，2020年亞足聯冠軍聯賽东亚赛区的剩余比赛和总决赛也由这四座体育场承办。教育城体育场承办东亚赛区F组的比赛，并与哈利法国际体育场共同承办八分之一决赛。
按照计划，教育城体育场将承办2022年世界杯足球赛小组赛阶段的六场比赛，一场八分之一决赛和一场四分之一决赛。世界杯结束后，球场上层的看台将被拆卸，捐赠给其他国家。世界杯之后，教育城体育场供附近高等学校的学生、教工和社区居民使用，也为一些非政府组织提供办公场所。

## 建筑
教育城体育场的设计融合了伊斯兰建筑传统风格和现代理念。体育场的外立面用一系列的三角形组成钻石状的复杂几何图案，别称“沙漠钻石”。白天，体育场的外立面随太阳光的变化反射出不同的色彩。夜间，外立面的照明装置可以提供不同颜色的灯光效果。体育场内装有制冷设施。教育城体育场可容纳45,350名观众，设39个豪华包厢。世界杯后，球场的容量将削减到2万名观众。体育场外场设有足球训练场、高尔夫场和商铺。
体育场工程的管理公司为ASTAD项目管理公司（ASTAD Project Management）。概念设计由芬威克·伊里瓦伦建筑公司（Fenwick Iribarren Architects）完成。工程的主承包商为JPAC JV公司。2019年1月，全球可持续性评估体系为教育城体育场颁发了设计与建造五星级证书。